# Ulica Gustawa Herlinga-Grudzińskiego w Krakowie
Ulica Gustawa Herlinga-Grudzińskiego – ulica w Krakowie, położona w całości w administracyjnej dzielnicy XIII Podgórze.

## Przebieg
Ulica zaczyna swój bieg na Moście Kotlarskim, gdzie staje się przedłużeniem ulicy Kotlarskiej. Za mostem skręca w lewo, gdzie zaczyna się pokrywać z biegiem dużo starszej ulicy Zabłocie. Następnie bezprzecznicowo biegnie prosto pod wiadukt kolejowy na linii kolejowej nr 100, by tam zakończyć przebieg. Za wiaduktem jej przedłużeniem staje się ulica Stanisława Klimeckiego.

## Historia
Historia omawianej drogi zaczyna się właściwie w latach 80. XX wieku, kiedy to narodziła się idea nowej nitki komunikacyjnej ze Śródmieścia do Podgórza. Jednak nie było wystarczającej ilości pieniędzy na zbudowanie mostu na rzece Wiśle, dlatego wówczas skończyło na niczym. Budowa ostatecznie rozpoczęła się w 2001 roku podczas budowy Mostu Kotlarskiego, a zakończyła się w połowie roku 2002. Następną ważną datą w kalendarium omawianej arterii jest styczeń 2010, kiedy to rozpoczęła się budowa torowiska tramwajowego na ulicy. Otwarte ono zostało 18 listopada 2010 roku.

## Współczesność
Obecnie Ulica Herlinga-Grudzińskiego jest czteropasmową drogą z torowiskiem Krakowskiego Szybkiego Tramwaju, na ulicy jest zlokalizowany jeden przystanek tramwajowy - "Zabłocie" oraz jeden przystanek autobusowy - "Most Kotlarski". Ulica jest częścią II obwodnicy Krakowa.